# Natcha Saengchote
Natcha Saengchote (Thai: ณัชชา แสงโชติ; * 21. September 1996) ist eine thailändische Badmintonspielerin.

## Sportliche Karriere
Natcha Saengchote stand bei den Chinese Taipei Open 2013 im Achtelfinale des Damendoppels ebenso wie beim India Open Grand Prix Gold 2014. Beim letztgenannten Turnier konnte sie auch das Achtelfinale des Einzels erreichen. Bei der India Super Series 2014 stand sie erneut im Einzel im Achtelfinale. Für die Hauptrunde konnte sie sich auch beim Malaysia Grand Prix Gold 2013, den Thailand Open 2013, den US Open 2013, den Canada Open 2013, dem China Masters 2013, der Japan Super Series 2013, den Macau Open 2013 und den Vietnam Open 2013 qualifizieren.